# Bezirk Skole

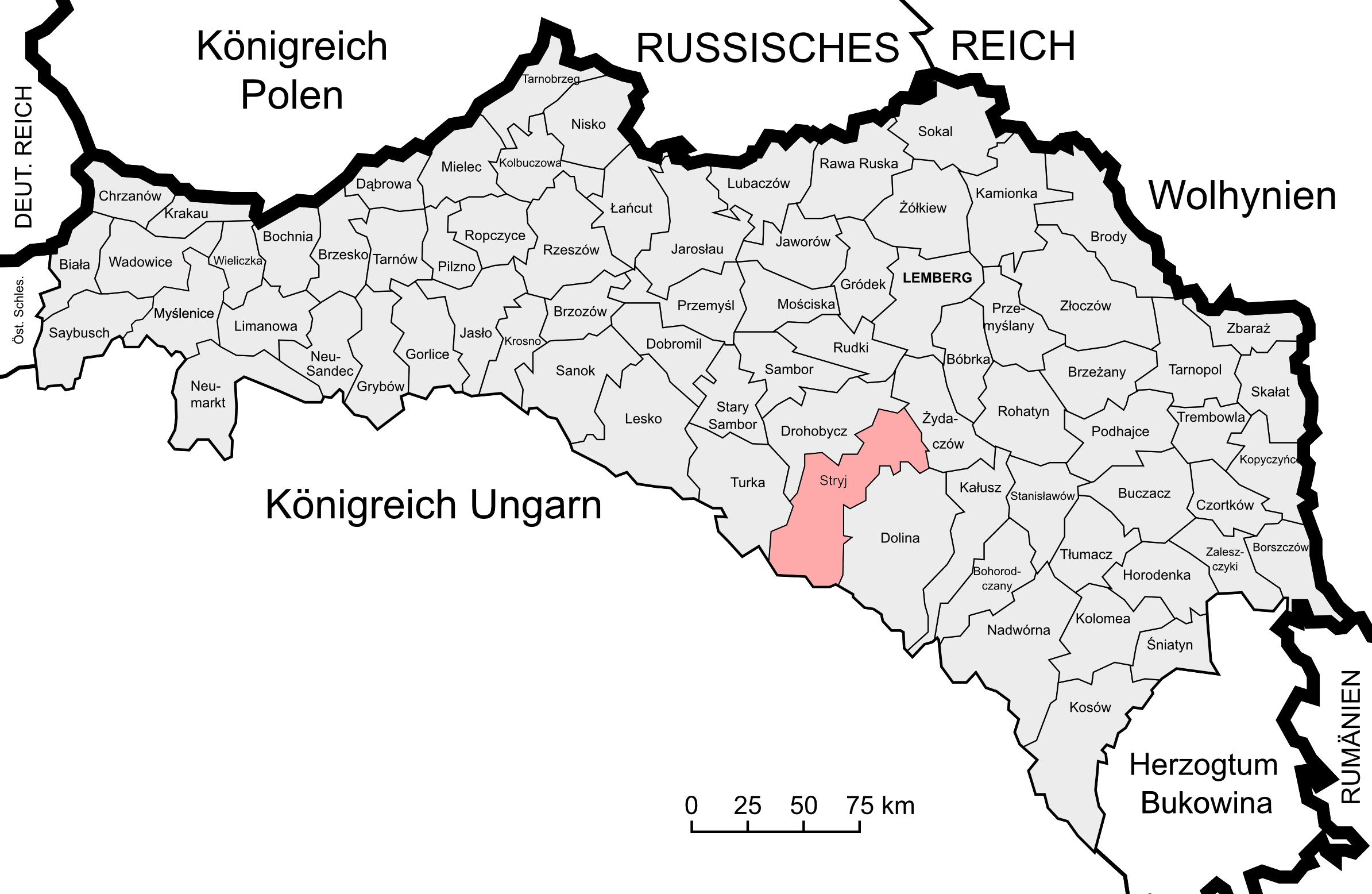
Lage des Bezirks Skole (als Teil des Bezirks Stryj) im Kronland Galizien und Lodomerien

Der Bezirk Skole war ein politischer Bezirk im Kronland Galizien und Lodomerien. Sein Gebiet umfasste Teile Ostgaliziens in der heutigen Westukraine (Oblast Lwiw, Rajon Skole sowie Rajon Stryj), Sitz der Bezirkshauptmannschaft war der Ort Skole. Nach dem Ersten Weltkrieg musste Österreich den gesamten Bezirk an Polen abtreten.
Er grenzte im Norden an den Bezirk Drohobycz, im Nordosten an den Bezirk Stryj, im Südosten an den Bezirk Dolina, im Süden an das Königreich Ungarn sowie im Westen an den Bezirk Turka.

## Geschichte
Der Bezirk entstand erst spät im Verlauf der Verwaltungsgeschichte Galiziens, ein Vorläufer existierte allerdings schon zwischen 1854 und 1867. konkret wurde er am 1. Januar 1911 durch das Ausscheiden des Gerichtsbezirks Skole aus dem Bezirk Stryj geschaffen.
Der Bezirk Skole bestand bei der Volkszählung 1910 (obwohl erst offiziell 1911 gegründet!) aus 52 Gemeinden sowie 46 Gutsgebieten und umfasste eine Fläche von 1268 km². Hatte die Bevölkerung 1900 noch 49.771 Menschen umfasst, so lebten hier 1910 55.353 Menschen. Auf dem Gebiet lebten dabei mehrheitlich Menschen mit ruthenischer Umgangssprache (77 %) und griechisch-katholischem Glauben, Juden machten rund 11 % der Bevölkerung aus.

## Ortschaften
Auf dem Gebiet des Bezirks bestand 1911 ein Bezirksgericht in Skole, diesem waren folgende Orte zugeordnet:
Gerichtsbezirk Skole:
- Annaberg
- Chaszczowanie
- Felizienthal bestehend aus den Ortsteilen Felizienthal und Smorze Górne
- Grabowiec Skolski
- Hołowiecko
- Hrebenów
- Hutar
- Jamielnica
- Jelenkowate
- Kalne
- Karlsdorf
- Klimiec
- Korczyn Rustykalny
- Korczyn Szlachecki
- Korostów
- Koziowa
- Kruszelnica Rustykalny
- Kruszelnica Szlachecka
- Ławoczne
- Libochora
- Międzybrody
- Oporzec
- Orawa
- Orawczyk
- Pławie
- Pobuk
- Podhorodce
- Pohar
- Rożanka Niżna
- Rożanka Wyżna
- Ryków
- Markt Skole bestehend aus den Ortsteilen Skole Miasto und Skole Wieś
- Sławsko
- Smorze Dolne
- Smorze Miasteczko
- Sopot
- Stynawa Niżna
- Stynawa Wyżna
- Synowódzko Niżne
- Synowódzko Wyżne
- Tarnawka
- Truchanów
- Tuchla
- Tucholka
- Tysowiec
- Tyszownica
- Urycz
- Wołosianka
- Wyżlów
- Żupanie